# Adamandios Andrutsopulos
Adamandios Andrutsopulos (gr. Αδαμάντιος Ανδρουτσόπουλος; ur. 20 sierpnia 1919, zm. 10 listopada 2000) – grecki prawnik, profesor oraz premier Grecji.
Andrutsopulos urodził się w 1919 roku w Psari w prefekturze Mesenia. W młodości studiował na uniwersytetach w Atenach oraz Chicago.
W 1967 roku objął tekę ministra finansów, a w 1971 roku został mianowany na ministra spraw wewnętrznych. Obie te funkcje pełnił w czasie rządów Jeoriosa Papadopulosa.
Kiedy w 1973 roku Papadopulos zdecydował się odejść z funkcji premiera Grecji, Andrutsopulos zajął jego miejsce. Funkcję premiera objął oficjalnie 25 listopada 1973 roku. Wraz z upadkiem rządu junty wojskowej, Adamandios stracił swoje stanowisko 23 lipca 1974 roku.
Adamandios Andrutsopulos zmarł w 2000 roku w wieku 81 lat.